# Villa de Allende
Villa de Allende est une municipalité de l'État de Mexico, au Mexique. Elle couvre une superficie de 318,8 km2 et compte 52 641 habitants en 2015.